# Willis John Gertsch
Willis John Gertsch (ur. 1906 – zm. 1998) – amerykański arachnolog i taksonom.
Urodził się 4 października 1906 w Montpelier w stanie Idaho. W szkole średniej zbierał motyle. W 1924 przeprowadził się z rodziną do Salt Lake City, gdzie zaczął badać pajęczaki pod okiem Ralpha V. Chamberlina na University of Utah. W 1928 uzyskał tam stopień licencjacki, a w 1930 magisterski. Dwuletnie studia doktorskie odbył na University of Minnesota. Tam poznał Jean Moore, z którą wziął ślub w 1932. Tam też spotkał dr. Franka E. Lutza, prezesa Wydziału Entomologii Muzeum Historii Naturalnej w Nowym Jorku, który zaproponował mu tam posadę kuratora nadzwyczajnego. W 1935 otrzymał stopień doktora z University of Minnesota. W 1968 odszedł na emeryturę i przeprowadził się do Portal w Arizonie. Zmarł w 1998.
Gertsch, w trakcie swoich badań, podróżował po całych Stanach Zjednoczonych, a także do Meksyku i na Karaiby. Jego publikacje obejmowały opisy nowych taksonów, rewizje taksonomiczne, sprawozdania z wypraw oraz książkę "American Spiders". Opisał blisko 1000 nowych gatunków pajęczaków, głównie pająków, ale także: skorpionów, rozłupnogłowców i kapturców.
Był jednym z współtwórców American Arachnological Society oraz redaktorem Journal of Arachnology. Uczestniczył w spotkaniach American Association for the Advancement of Science oraz Entomological Society of America.